# David Domínguez
Pour les articles homonymes, voir Domínguez.
Domínguez  Vílchez est un nom espagnol. Le premier nom de famille, en général paternel, est Domínguez ; le second, en général maternel, souvent omis, est Vílchez.
David Domínguez Vílchez, né le 28 juillet 2000 à Sabadell, est un coureur cycliste espagnol.

## Biographie
David Domínguez est originaire de Sabadell, une localité située dans la province de Barcelone (Catalogne). Il commence le cyclisme durant sa jeunesse au Terrasa Ciclisme Club.
En 2017, il s'adjuge le classement final de la Coupe de Catalogne juniors (moins de 19 ans). Il s'impose aussi sur une étape de la Vuelta al Besaya en 2018. L'année suivante, il rejoint le club galicien Vigo-Rías Baixas pour ses débuts espoirs,. Il évolue ensuite au sein de la formation Globalia Salamanca ECS. Avec cette structure, il se classe notamment cinquième d'une édition du Tour de Galice. 
En 2022, il intègre la réserve de l'équipe Eolo-Kometa. Bon grimpeur, il se fait remarquer au niveau international en terminant dixième de la Ronde de l'Isard. Il devient par ailleurs champion régional de Catalogne. La même année, il se classe deuxième du Tour de Castellón et septième du Tour de Cantabrie. 
Malgré ses performances, il n'est pas recruté par les dirigeants d'Eolo-Kometa. David Domínguez poursuit néanmoins la compétition en 2023. Toujours performant, il se distingue en étant l'un des cyclistes amateurs en Espagne, avec trois victoires et diverses places d'honneur. Il gagne notamment le Memorial Valenciaga, une épreuve inscrite au calendrier de la Coupe d'Espagne amateurs. 
Il passe finalement professionnel en 2024 au sein de l'équipe continentale Aviludo-Louletano-Loulé Concelho, qui bat sous pavillon portugais,. Son contrat s'étend sur une saison. Il effectue sa reprise au mois de février sur la Prova de Abertura, une course nationale. 

## Palmarès
- 2017
  - Coupe de Catalogne juniors
  - 2e de la Cursa Ciclista del Llobregat
- 2018
  - 1re étape de la Vuelta al Besaya
- 2021
  - 3e du Trofeu Joan Escolà
- 2022
  - Champion de Catalogne sur route espoirs
  - 2e du Tour de Castellón
  - 3e de la Leintz Bailarari Itzulia
- 2023
  - Memorial Valenciaga
  - Trofeo San Isidro
  - 1re étape du Tour de Salamanque
  - 2e du Trofeu Joan Escolà
  - 2e du Trofeo Caja Rural
  - 2e du Trophée des Châteaux aux Milandes
- 2024
  - Grande Prémio Douro Internacional
- 2025
  - Challenge El Bruc Òdena
  - Prueba El Timbaler Del Bruc
  - 3e du Gran Premi Odena